# 7e étape du Tour de France 2007
Pour un article plus général, voir Tour de France 2007.
La 7e étape du Tour de France 2007 a eu lieu le 14 juillet. Le parcours de 197 kilomètres relie Bourg-en-Bresse à Le Grand-Bornand. C'est la première étape dite de « montagne », les coureurs attaquant les cols mythiques des Alpes.

## Profil de l'étape
Les coureurs doivent franchir deux côtes de 3e catégorie (côte de Corlier et côte de Cruseilles) et une côte de 4e catégorie (côte de Peguin) avant de grimper en fin d'étape le premier col de 1e catégorie du Tour, le col de la Colombière (1 618 m).

## Communes traversées

### Ain(01)
Bourg-en-Bresse, Tossiat, Saint-Martin-du-Mont, Pont-d'Ain, Saint-Jean-le-Vieux, Jujurieux, Boyeux-Saint-Jérôme, Corlier, Hauteville-Lompnes, Cormaranche-en-Bugey, Sutrieu, Belmont-Luthézieu, Artemare, Talissieu, Béon, Culoz, Anglefort, Corbonod

### Haute-Savoie(74)
Seyssel (Haute-Savoie), Vanzy, Chessenaz, Frangy, Musièges, Sallenôves, Contamine-Sarzin, Copponex, Cruseilles, Vovray-en-Bornes, Villy-le-Bouveret, Menthonnex-en-Bornes, La Roche-sur-Foron, Amancy, Saint-Pierre-en-Faucigny, Bonneville, Vougy, Scionzier, Marnaz, Le Reposoir, Le Grand-Bornand

## Récit

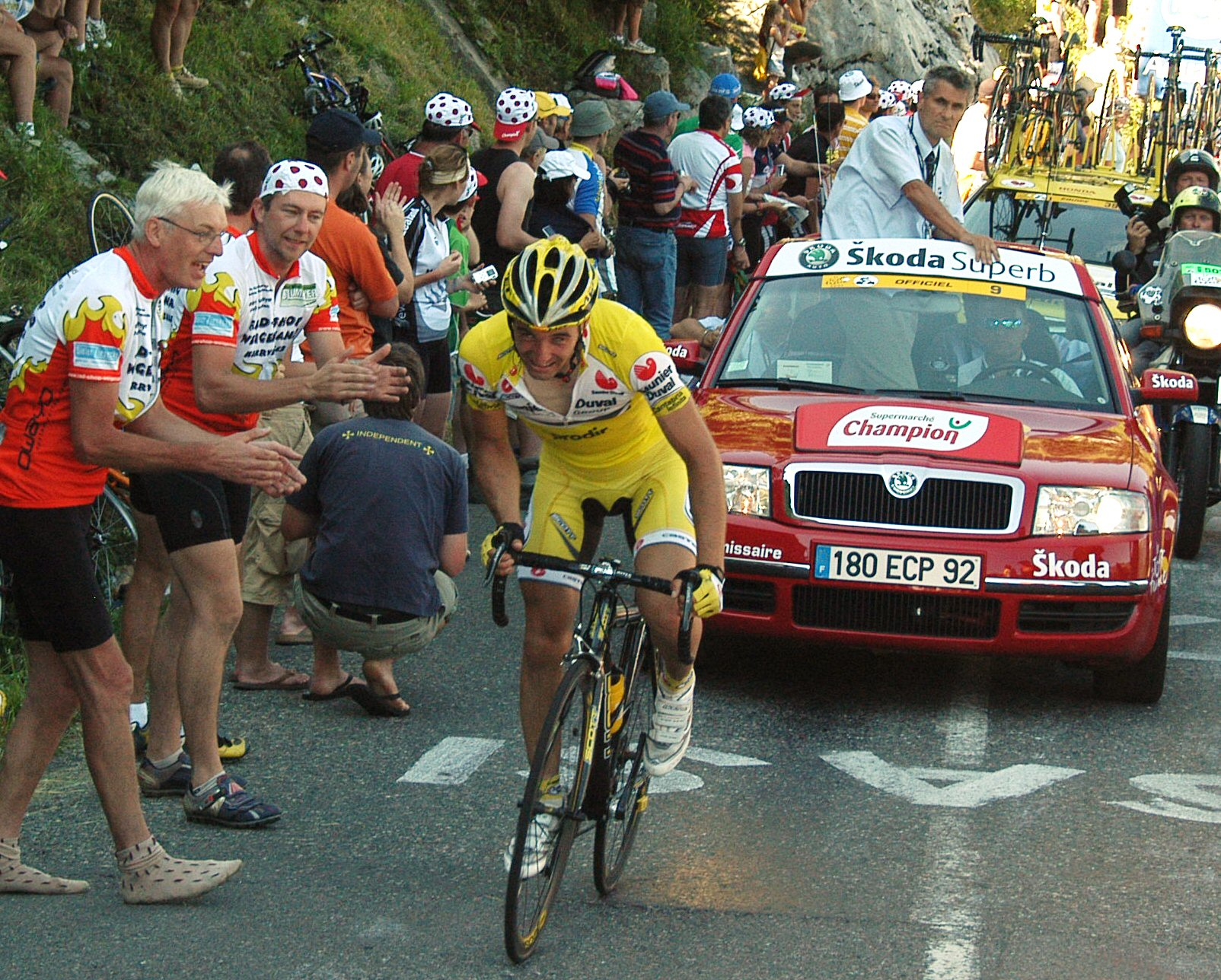
David de la Fuente (arrivé 3e) lors de la montée du Col de la Colombière

## Classement de l'étape

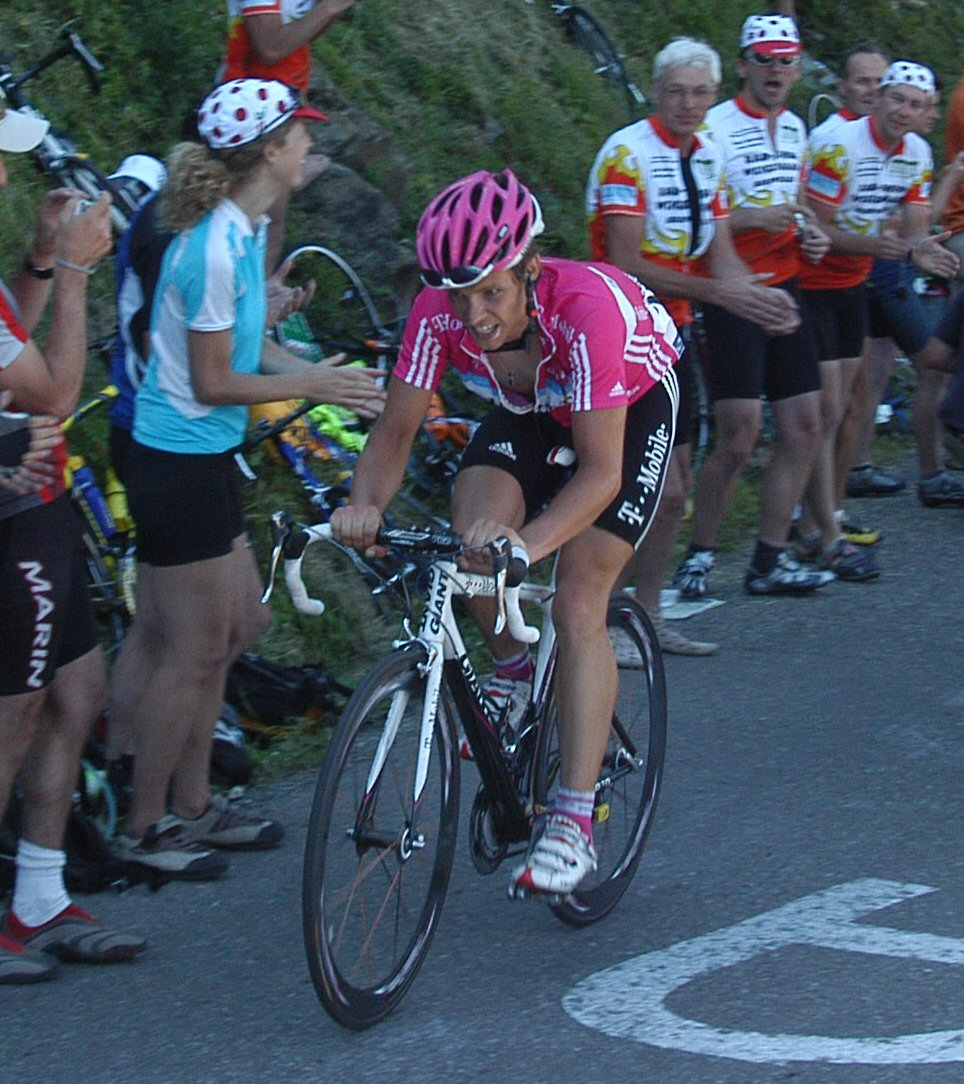
Linus Gerdemann remporte l'étape.

| \| Classement de l'étape \| Classement de l'étape \| Classement de l'étape \| Classement de l'étape \| Classement de l'étape \| \| Coureur \| Coureur \| Pays \| Équipe \| Temps \| \| --------------------- \| --------------------- \| --------------------- \| --------------------- \| --------------------- \| \| 1er \| Linus Gerdemann \| Allemagne \| T-Mobile \| + 4 h 53 min 13 s \| \| 2e \| Íñigo Landaluze \| Espagne \| Euskaltel-Euskadi \| + 40 s \| \| 3e \| David de la Fuente \| Espagne \| Saunier Duval-Prodir \| + 1 min 39 s \| \| 4e \| Mauricio Soler \| Colombie \| Barloworld \| + 2 min 14 s \| \| 5e \| Laurent Lefèvre \| France \| Bouygues Telecom \| + 2 min 21 s \| \| 6e \| Fabian Wegmann \| Allemagne \| Gerolsteiner \| + 3 min 32 s \| \| 7e \| Juan Manuel Gárate \| Espagne \| Quick Step-Innergetic \| + 3 min 38 s \| \| 8e \| Xavier Florencio \| Espagne \| Bouygues Telecom \| + 3 min 38 s \| \| 9e \| Christophe Moreau \| France \| AG2R Prévoyance \| + 3 min 38 s \| \| 10e \| Alejandro Valverde \| Espagne \| Caisse d'Épargne \| + 3 min 38 s \| |                    |           |                       |                   |
| |                    |           |                       |                   |
| |                    |           |                       |                   |
| Classement de l'étape |                    |           |                       |                   |
| Coureur | Coureur            | Pays      | Équipe                | Temps             |
| 1er | Linus Gerdemann    | Allemagne | T-Mobile              | + 4 h 53 min 13 s |
| 2e | Íñigo Landaluze    | Espagne   | Euskaltel-Euskadi     | + 40 s            |
| 3e | David de la Fuente | Espagne   | Saunier Duval-Prodir  | + 1 min 39 s      |
| 4e | Mauricio Soler     | Colombie  | Barloworld            | + 2 min 14 s      |
| 5e | Laurent Lefèvre    | France    | Bouygues Telecom      | + 2 min 21 s      |
| 6e | Fabian Wegmann     | Allemagne | Gerolsteiner          | + 3 min 32 s      |
| 7e | Juan Manuel Gárate | Espagne   | Quick Step-Innergetic | + 3 min 38 s      |
| 8e | Xavier Florencio   | Espagne   | Bouygues Telecom      | + 3 min 38 s      |
| 9e | Christophe Moreau  | France    | AG2R Prévoyance       | + 3 min 38 s      |
| 10e | Alejandro Valverde | Espagne   | Caisse d'Épargne      | + 3 min 38 s      |

## Classement général
Vainqueur de l'étape avec plus de trois minutes trente d'avance sur le peloton des favoris, l'Allemand Linus Gerdemann (T-mobile) s'empare du maillot jaune de leader du classement général. Il devance au nouveau classement ses dauphins de l'étape avec les Espagnols Íñigo Landaluze (Euskaltel-Euskadi) à une minute et 24 secondes et David de la Fuente (Saunier Duval-Prodir) à deux minutes et 45 secondes. On retour ensuite à partir de la cinquième place les membres des favoris n'ayant pas encore perdu de temps.
| \| Classement général \| Classement général \| Classement général \| Classement général \| Classement général \| \| Coureur \| Coureur \| Pays \| Équipe \| Temps \| \| ------------------ \| ------------------ \| ------------------ \| -------------------- \| ------------------ \| \| 1er \| Linus Gerdemann \| Allemagne \| T-Mobile \| 34 h 43 min 40 s \| \| 2e \| Íñigo Landaluze \| Espagne \| Euskaltel-Euskadi \| + 1 min 24 s \| \| 3e \| David de la Fuente \| Espagne \| Saunier Duval-Prodir \| + 2 min 45 s \| \| 4e \| Laurent Lefèvre \| France \| Bouygues Telecom \| + 2 min 55 s \| \| 5e \| Mauricio Soler \| Colombie \| Barloworld \| + 3 min 05 s \| \| 6e \| Andreas Klöden \| Allemagne \| Astana \| + 3 min 39 s \| \| 7e \| Vladimir Gusev \| Russie \| Discovery Channel \| + 3 min 51 s \| \| 8e \| Vladimir Karpets \| Russie \| Caisse d'Épargne \| + 3 min 52 s \| \| 9e \| Mikel Astarloza \| Espagne \| Euskaltel-Euskadi \| + 3 min 55 s \| \| 10e \| Thomas Dekker \| Pays-Bas \| Rabobank \| + 3 min 57 s \| |                    |           |                      |                  |
| |                    |           |                      |                  |
| |                    |           |                      |                  |
| Classement général |                    |           |                      |                  |
| Coureur | Coureur            | Pays      | Équipe               | Temps            |
| 1er | Linus Gerdemann    | Allemagne | T-Mobile             | 34 h 43 min 40 s |
| 2e | Íñigo Landaluze    | Espagne   | Euskaltel-Euskadi    | + 1 min 24 s     |
| 3e | David de la Fuente | Espagne   | Saunier Duval-Prodir | + 2 min 45 s     |
| 4e | Laurent Lefèvre    | France    | Bouygues Telecom     | + 2 min 55 s     |
| 5e | Mauricio Soler     | Colombie  | Barloworld           | + 3 min 05 s     |
| 6e | Andreas Klöden     | Allemagne | Astana               | + 3 min 39 s     |
| 7e | Vladimir Gusev     | Russie    | Discovery Channel    | + 3 min 51 s     |
| 8e | Vladimir Karpets   | Russie    | Caisse d'Épargne     | + 3 min 52 s     |
| 9e | Mikel Astarloza    | Espagne   | Euskaltel-Euskadi    | + 3 min 55 s     |
| 10e | Thomas Dekker      | Pays-Bas  | Rabobank             | + 3 min 57 s     |

## Classements annexes
| Classement par points | Classement par points | Classement par points | Classement par points | Classement par points |
| Coureur               | Coureur               | Pays                  | Équipe                | Points                |
| --------------------- | --------------------- | --------------------- | --------------------- | --------------------- |
| 1er                   | Tom Boonen            | Belgique              | Quick Step-Innergetic | 147 pts               |
| 2e                    | Erik Zabel            | Allemagne             | Team Milram           | 134 pts               |
| 3e                    | Robert Hunter         | Afrique du Sud        | Barloworld            | 103 pts               |
| 4e                    | Thor Hushovd          | Norvège               | Crédit Agricole       | 101 pts               |
| 5e                    | Robbie McEwen         | Australie             | Predictor-Lotto       | 97 pts                |

| Classement par points | Classement par points | Classement par points | Classement par points | Classement par points |
| Coureur               | Coureur               | Pays                  | Équipe                | Points                |
| --------------------- | --------------------- | --------------------- | --------------------- | --------------------- |
| 1er                   | Tom Boonen            | Belgique              | Quick Step-Innergetic | 147 pts               |
| 2e                    | Erik Zabel            | Allemagne             | Team Milram           | 134 pts               |
| 3e                    | Robert Hunter         | Afrique du Sud        | Barloworld            | 103 pts               |
| 4e                    | Thor Hushovd          | Norvège               | Crédit Agricole       | 101 pts               |
| 5e                    | Robbie McEwen         | Australie             | Predictor-Lotto       | 97 pts                |

| Classement de la montagne | Classement de la montagne | Classement de la montagne | Classement de la montagne       | Classement de la montagne |
| Coureur                   | Coureur                   | Pays                      | Équipe                          | Points                    |
| ------------------------- | ------------------------- | ------------------------- | ------------------------------- | ------------------------- |
| 1er                       | Sylvain Chavanel          | France                    | Cofidis-Le Crédit par Téléphone | 42 pts                    |
| 2e                        | Linus Gerdemann           | Allemagne                 | T-Mobile                        | 30 pts                    |
| 3e                        | David de la Fuente        | Espagne                   | Saunier Duval-Prodir            | 30 pts                    |
| 4e                        | Laurent Lefèvre           | France                    | Bouygues Telecom                | 27 pts                    |
| 5e                        | Íñigo Landaluze           | Espagne                   | Euskaltel-Euskadi               | 26 pts                    |

| Classement de la montagne | Classement de la montagne | Classement de la montagne | Classement de la montagne       | Classement de la montagne |
| Coureur                   | Coureur                   | Pays                      | Équipe                          | Points                    |
| ------------------------- | ------------------------- | ------------------------- | ------------------------------- | ------------------------- |
| 1er                       | Sylvain Chavanel          | France                    | Cofidis-Le Crédit par Téléphone | 42 pts                    |
| 2e                        | Linus Gerdemann           | Allemagne                 | T-Mobile                        | 30 pts                    |
| 3e                        | David de la Fuente        | Espagne                   | Saunier Duval-Prodir            | 30 pts                    |
| 4e                        | Laurent Lefèvre           | France                    | Bouygues Telecom                | 27 pts                    |
| 5e                        | Íñigo Landaluze           | Espagne                   | Euskaltel-Euskadi               | 26 pts                    |

| Classement du meilleur jeune | Classement du meilleur jeune | Classement du meilleur jeune | Classement du meilleur jeune | Classement du meilleur jeune |
| Coureur                      | Coureur                      | Pays                         | Équipe                       | Temps                        |
| ---------------------------- | ---------------------------- | ---------------------------- | ---------------------------- | ---------------------------- |
| 1er                          | Linus Gerdemann              | Allemagne                    | T-Mobile                     | 34 h 43 min 40 s             |
| 2e                           | Mauricio Soler               | Colombie                     | Barloworld                   | + 3 min 05 s                 |
| 3e                           | Vladimir Gusev               | Russie                       | Discovery Channel            | + 3 min 51 s                 |
| 4e                           | Thomas Dekker                | Pays-Bas                     | Rabobank                     | + 3 min 57 s                 |
| 5e                           | Alberto Contador             | Espagne                      | Discovery Channel            | + 4 min 01 s                 |

| Classement du meilleur jeune | Classement du meilleur jeune | Classement du meilleur jeune | Classement du meilleur jeune | Classement du meilleur jeune |
| Coureur                      | Coureur                      | Pays                         | Équipe                       | Temps                        |
| ---------------------------- | ---------------------------- | ---------------------------- | ---------------------------- | ---------------------------- |
| 1er                          | Linus Gerdemann              | Allemagne                    | T-Mobile                     | 34 h 43 min 40 s             |
| 2e                           | Mauricio Soler               | Colombie                     | Barloworld                   | + 3 min 05 s                 |
| 3e                           | Vladimir Gusev               | Russie                       | Discovery Channel            | + 3 min 51 s                 |
| 4e                           | Thomas Dekker                | Pays-Bas                     | Rabobank                     | + 3 min 57 s                 |
| 5e                           | Alberto Contador             | Espagne                      | Discovery Channel            | + 4 min 01 s                 |

| Classement par équipes | Classement par équipes | Classement par équipes | Classement par équipes |
| Équipe                 | Équipe                 | Pays                   | Temps                  |
| ---------------------- | ---------------------- | ---------------------- | ---------------------- |
| 1re                    | T-Mobile               | Allemagne              | 104 h 19 min 43 s      |
| 2e                     | Euskaltel-Euskadi      | Espagne                | + 52 s                 |
| 3e                     | Saunier Duval-Prodir   | Espagne                | + 2 min 04 s           |
| 4e                     | Discovery Channel      | États-Unis             | + 2 min 58 s           |
| 5e                     | Caisse d'Épargne       | Espagne                | + 3 min 11 s           |

| Classement par équipes | Classement par équipes | Classement par équipes | Classement par équipes |
| Équipe                 | Équipe                 | Pays                   | Temps                  |
| ---------------------- | ---------------------- | ---------------------- | ---------------------- |
| 1re                    | T-Mobile               | Allemagne              | 104 h 19 min 43 s      |
| 2e                     | Euskaltel-Euskadi      | Espagne                | + 52 s                 |
| 3e                     | Saunier Duval-Prodir   | Espagne                | + 2 min 04 s           |
| 4e                     | Discovery Channel      | États-Unis             | + 2 min 58 s           |
| 5e                     | Caisse d'Épargne       | Espagne                | + 3 min 11 s           |

### Combativité
Linus Gerdemann